# Метроленд
«Метроленд» (англ. Metroland) — дебютний роман британського письменника Джуліана Барнса, вперше опублікований у 1980 році. Твір є важливим зразком британської літератури кінця XX століття, що досліджує тему дорослішання, конфлікту ідеалів юності з реаліями дорослого життя та культурних змін у післявоєнній Англії. Роман отримав літературне визнання, перекладений десятьма мовами та був відзначений премією Сомерсета Моема. В 1997 році був екранізований.

## Історія написання
Джуліан Барнс працював над «Метролендом» близько семи-восьми років, періодично відкладаючи рукопис та сумніваючись у його цінності. Друзі-поети, яким він показував текст, критикували його: один радив не публікувати, інший запропонував додати «сцену мастурбації».
Перші спроби публікації були невдалими. Видавництво Джонатана Кейпа відхилило роман за відгуками своїх рецензентів, але редакторка Ліз Келдер переконала їх прийняти рукопис, вимагаючи змін у третій частині. Барнс погодився, хоча відмовився переписувати другу частину, визнавши, що виснажився роботою над книгою.
Перед виходом роману автор написав уявну нищівну рецензію на свою книгу, щоб перевірити, чи співпадуть справжні критичні відгуки з його власними сумнівами. Однак критики поставилися до «Метроленду» поблажливо, і роман навіть вийшов у м’якій обкладинці.
Після публікації Барнс усвідомив універсальність літератури, коли читачка з Німеччини сказала, що її молодість була «точно такою», як описана в романі. Це стало для автора підтвердженням, що книга знайшла відгук у читачів, незалежно від їхнього походження.

## Назва
Назва роману Джуліана Барнса "Метроленд" відсилає до назви передмість на північному заході Лондона, які обслуговувалися лінією Metropolitan Railway. Ці райони, відомі як metro-land, символізували типове англійське передмістя середини XX століття.

## Сюжет
Роман «Метроленд» Джуліана Барнса — це історія дорослішання Крістофера Ллойда, розділена на три частини, які відображають ключові етапи його життя.
Частина перша: 1963
У першій частині Крістофер Ллойд і його друг Тоні, підлітки з передмістя Лондона, намагаються дистанціюватися від буржуазного життя своїх батьків. Вони захоплюються французькою літературою, зокрема творами Шарля Бодлера та Артюра Рембо, а також філософією; обговорюють бунт проти суспільних норм і фантазують про свободу та мистецтво. Їхні будні проходять між школою, домом і поїздками на метро, де вони спостерігають за світом і шукають підтвердження своєї унікальності. Крістофер, зокрема, захоплюється контрастами міста та романтизованими видами робітничих районів.
Паралельно хлопці відкривають для себе дорослість: Крістофер бореться зі страхом смерті, усвідомлює свою сексуальність і вперше відчуває ревнощі, коли його старший брат приводить додому дівчину. Вони з Тоні влаштовують дрібні провокації в школі та намагаються епатувати оточення. Проте всі їхні розмови про бунт залишаються лише словами, а їхня поведінка свідчить про те, що вони поки не готові до справжніх змін.
Частина друга: 1968
Крістофер Ллойд опиняється в Парижі 1968 року, прагнучи повністю зануритися у французьку культуру, мистецтво та мову. Він знайомиться з Аннік, молодою француженкою, яка працює в бібліотеці мікрофільмів. Їхній роман починається з обережних зустрічей та інтелектуальних розмов, але швидко переростає в пристрасні стосунки. Аннік стає його першою жінкою, що викликає у Криса змішані почуття — від ейфорії до ніяковості та сумнівів. Вони проводять разом кілька місяців, і Аннік навчає його не лише сексу, а й чесності у вираженні емоцій. Однак у певний момент Кріс розуміє, що його почуття до Аннік не такі сильні, як йому, можливо, хотілося б. Їхнє розставання відбувається бурхливо: дівчина, відчувши невпевненість Криса, влаштовує сцену, а потім просто йде з його життя. 
Паралельно Кріс зближується з групою англійців — Мікі, Дейвом і Маріон. Вони є своєрідним контрастом французькому суспільству: більш легковажні, іронічні, але водночас інтелектуальні. Особливо Кріс знаходить спільну мову з Маріон — дівчиною з гострим розумом і критичним поглядом на світ. Їхня дружба наповнена підтекстом: Крісові здається, що між ними можливий роман, але він залишається вірним Аннік (принаймні фізично). Водночас Маріон ставить незручні запитання, змушуючи його замислитися над тим, чого він насправді хоче.
Перед від’їздом Кріс підбиває підсумки свого перебування в Парижі. Він усвідомлює, що це був важливий досвід, але не знаходить однозначних відповідей на свої запитання. Він їде з відчуттям, що подорослішав, але водночас так і не досяг тієї внутрішньої свободи, до якої прагнув. В аеропорту він тримає в руках нову книгу — «Виховання почуттів» Флобера.
Частина третя: 1977
Ллойд вже не бунтар, а цілком звичайний сім’янин, який живе у передмісті з дружиною Меріон і маленькою донькою Емі. Він працює у видавництві, насолоджується спокійним життям і, здається, знайшов своє щастя. Однак його минуле повертається в обличчі друга юності Тоні, який засуджує його за «зраду ідеалів» та буржуазне існування. Під тиском цього конфлікту Крис починає задумуватися: чи дійсно він щасливий, чи просто змирився? Додатково його спокійне життя похитнулося, коли він ледь не піддався спокусі на вечірці, а потім дізнався, що Меріон вже один раз зрадила йому.
Попри кризу, Крис не розчаровується у своєму виборі. Він розуміє, що життя — це не безкінечний пошук істини, а радше вміння приймати зміни та знаходити щастя в дрібницях. Його зустріч із однокласниками показує, що всі вони так чи інакше змирилися зі своїми життями. У фіналі він залишається наодинці з собою, думаючи про власне майбутнє, але не відчуває страху перед ним. Він приймає своє життя таким, яким воно є, хоча й визнає, що молоді ідеали давно залишилися в минулому.

## Персонажі
Крістофер Ллойд — головний герой та оповідач роману. В юності був цинічним, інтелектуальним бунтарем, що зневажав буржуазні цінності та прагнув знайти справжнє мистецтво та сенс життя. Проте після поїздки до Парижа і дорослішання він поступово приймає «звичайне» життя: одружується, заводить дитину, працює у видавництві та мешкає у передмісті. Хоча його друг юності Тоні звинувачує його у зраді молодіжних ідеалів, Крис переконаний, що його щастя – справжнє. Попри спокійне життя, його інколи мучать сумніви про втрачені можливості та колишню свободу.
Тоні — найкращий друг Крістофера в юності. Яскравий, харизматичний, інтелектуальний бунтар, який спочатку висміював буржуазне життя разом з Крисом. Однак, на відміну від друга, він не змирився з реальністю, а залишився радикалом, дотримуючись лівих поглядів. Він пише книги, критикує суспільство та зневажає стабільне життя Крістофера, вважаючи його капітуляцією. Попри свої колючі зауваження, він все ж відчуває ностальгію за минулим. Його особисте життя нестабільне, він змінює жінок і не прагне сімейного спокою.
Маріон Ллойд — дружина Крістофера, розумна, стримана та практична жінка. Вона не дотримується романтизованих ідеалів юності й спокійно ставиться до реальності. Її спокій контрастує з тривогами Крістофера: вона не бачить нічого страшного в тому, що життя стало передбачуваним. Однак вона не позбавлена емоцій: одного разу зрадила чоловіка, але не вважає це катастрофою. Вона не наївна і знає, що Крис рано чи пізно теж когось знайде, але її це не турбує.
Еннік — перша велика любов Крістофера в Парижі. Француженка, з якою у нього були яскраві, але непрості стосунки. Вона приваблива, пристрасна, але водночас непередбачувана і дещо холодна. Вона стала для Крістофера важливим життєвим досвідом, хоча їхні шляхи розійшлися.
Емі – маленька донька Крістофера і Меріон. Хоча вона ще дитина, її присутність символізує зміну життєвих пріоритетів головного героя. Саме через неї він остаточно приймає своє стабільне, «буржуазне» життя.
Дядько Артур – старий буркотун і скнара, який усе життя намагався обманювати людей, зокрема магазини з продажу товарів поштою. Він жив самотньо, не мав друзів і, зрештою, помер у повному відчуженні. Його доля є попередженням для Крістофера про небезпеку надмірного цинізму та відчуження від світу.

## Переклади
Роман «Метроленд» Джуліана Барнса був перекладений багатьма мовами та видавався в різних країнах. Нідерландською мовою він вийшов у 1992 році в амстердамському видавництві Uitgeverij de Arbeiderspers у перекладі Елс Гоог. Французький переклад Жан-П’єра Аустена побачив світ у 1995 році у видавництві Denoël. У Німеччині твір був опублікований у 2013 році у перекладі Гертрауде Крюгер. В Італії переклад Даніели Фарджоне був опублікований Einaudi у 2015 році. Корейське видання з’явилося у 2007 році завдяки Open Books у місті Пхаджу. У Румунії роман двічі виходив друком: у 2004 році у видавництві Humanitas у перекладі Міхая Морою.
Російською мовою роман переклала Тат'яна Покідаєва, і у 2001 році книгу видало московське видавництво АСТ. Іспанський переклад Енріке Хункоси з’явився у 1989 році у Editorial Anagrama. Шведською мовою твір побачив світ у 2019 році у видавництві Bakhåll у перекладі Андреаса Вестерлунда. Турецькою мовою роман був опублікований у 1996 році у стамбульському видавництві Mitos у перекладі Сердара Рифата Киркоглу.

## Критика
У статті «Світ очима Барнса» на порталі «Горький» зазначається, що «Метроленд» — дебютний роман Джуліана Барнса, у якому вже проявляється один із найважливіших його лейтмотивів: деконструкція поняття «історія» та любов як єдиний спосіб від цієї самої «історії» захиститися.
Також Сурайя Султана застосовує концепції Вальтера Беньяміна, Карла Маркса та Луї Альтюссера, щоб показати, як соціальні та ідеологічні структури впливають на зміну світогляду персонажа. У молодості Крістофер із другом Тоні цинічно критикує буржуазні цінності, але зрештою приймає стабільність і комфорт середнього класу. Таким чином, роман відображає вплив капіталістичної культури на особистість і її вибір.
В рецензії Метью Селвіна звертається увага на те, що стиль автора витончений і спокійний, з тонким гумором і характерними для нього темами буржуазного застою, любові до французької культури та співвідношення реальності й вигадки. Як зазначає автор: «Метроленд — це стримана, витончена книга, яка досягає своїх цілей без зайвих прикрас. Не класика, не твір, що приголомшує своєю проникливістю, але чіткий і виразний портрет життя в передмісті».